# Haitianisch-kongolesische Beziehungen (Dem. Rep.)
Die haitianisch-kongolesischen Beziehungen beschreiben das bilaterale Verhältnis zwischen der Republik Haiti einerseits und der Demokratischen Republik Kongo andererseits.
Die im Jahr 1804 von Frankreich unabhängig gewordene Republik Haiti und die 1971 aus der ersten Demokratischen Republik Kongo errichtete Republik Zaire nahmen 1986 diplomatische Beziehungen auf. Die seit 1997 wieder bestehende Demokratische Republik Kongo trat im Rahmen der Staatensukzession in diese bilateralen Beziehungen ein.
Die von dem Außenminister Haitis, Jean-Baptiste Hilaire, und Zaires, Mandungu Bula Nyati, bei den Vereinten Nationen in New York unterzeichnete gemeinsame Erklärung datiert vom 1. Oktober 1986.
Es wurden keine diplomatischen oder konsularischen Vertretungen im jeweils anderen Land eingerichtet.
Beide Länder sind Mitglieder der Organisation internationale de la Francophonie (OIF). Im Oktober 2012 reiste der haitianische Präsident Michel Martelly zur Teilnahme am 14. Gipfeltreffen der OIF in die kongolesische Hauptstadt Kinshasa.
Seit der Formalisierung der bilateralen Beziehungen waren weder im politischen noch im wirtschaftlichen Bereich besondere Aktivitäten zu beobachten.
Im Jahr 2005 fanden sich haitianische und kongolesische Kunstmaler im Centre d’Art in Port-au-Prince zusammen, um gemeinsam ein 4 Meter breites und 72 Zentimeter hohes Werk zu schaffen, das facettenreich das Thema „Frieden“ behandelte.